# 勇者召喚に巻き込まれたけど、異世界は平和でした
『勇者召喚に巻き込まれたけど、異世界は平和でした』（ゆうしゃしょうかんにまきこまれたけど、いせかいはへいわでした）は、灯台によるライトノベル。2016年5月7日より小説家になろうにて連載中。2017年6月よりモーニングスターブックス（新紀元社）からおちゃうがイラストを務める形で出版されている。第1回モーニングスター大賞大賞受賞作。2023年12月時点で電子版を含めたシリーズ累計部数は140万部を突破している。
メディアミックスとして、『月刊コンプエース』（KADOKAWA）2018年10月号（8月25日発売）より漫画版が、平安ジローが作画を務める形で連載されている。

## あらすじ
ごく普通の大学生の宮間快人は、ある日大学の帰り道に勇者召喚に巻き込まれてしまい、異世界『トリニィア』へ転移してしまう。シンフォニア王国に召喚された快人達だったが、その召喚目的は勇者として祭りに参加してもらうことで、1年後には帰れるというものであった。平和な異世界を満喫しようとした快人だったが、そこで六王の一人・『冥王』クロムエイナと出会う。

## 登場人物

### 地球人
宮間 快人（ミヤマ カイト）
本作の主人公。福祉大学に通う大学生3年生。
大学からの帰り道に正義の勇者召喚に巻き込まれる。
楠 葵（クスノキ アオイ）
快人が通っていた高校の女子高校生。2年生。陸上部所属。
正義の勇者召喚に巻き込まれる。
柚木 陽菜（ユズキ ヒナ）
快人が通っていた高校の女子高校生。1年生。正義とは従兄弟関係。
正義の勇者召喚に巻き込まれる。
光永 正義（ミツナガ セイギ）
快人が通っていた高校の男子高校生。1年生。陽菜とは従兄弟関係。
今回の勇者役に選ばれて勇者召喚される。

### 魔族

#### 六王
クロムエイナ
『冥王』と呼ばれる六王の一角。愛称「クロ」。
見た目は少女だが、シロに匹敵するほどの実力を持ち他の六王と一線を画す。本体は黒い煙のような不定形の存在だが、現在は少女の姿で現れている。
シンフォニア王国の街中で偶然出会った快人を気に入り、深く親交するようになる。
アイシス・レムナント
『死王』と呼ばれる六王の一角。
常に強烈な死の魔力を纏っており、彼女と同格以上の者でもない限りは相手は怯えてとても近寄れない。
リリウッド・ユグドラシル
『界王』と呼ばれる六王の一角。
魔界に存在する世界樹の精霊で、普段はドリアードのような姿の分身で活動している。
メギドとアイシスに振り回されていることが多い苦労人。
メギド・アルゲテス・ボルグネス
『戦王』と呼ばれる六王の一角。
何よりも戦うことが好きなかなり好戦的な性格。巨大な2足歩行の獣のような姿をしているが、人化して筋骨隆々の野性的な大男の姿も取ることができる。
普段は数十以上の封印をしていて、真の姿は妙齢の女性。魔族で唯一、本気モードのクロムエイナ(本体)に軽い手傷を負わせた。真の姿を知っているのは、クロムエイナ、アイン、ミヤマカイト、オズマだけ。クロムエイナの許可がない限り封印を解かない様にしている。
マグナウェル・バスクス・ラルド・カーツバルド
『竜王』と呼ばれる六王の一角。
山脈と見紛うほどの魔界最大の巨躯を持つ竜。
ノーフェイス
『幻王』と呼ばれる六王の一角。別名は「シャルティア」。
六王の中でも特に謎が多く、その素顔を知るものは同じ六王やその他極一部に限られている。
魔界と人界の安定を保つために裏で暗躍している。

### 神族
シャローヴァナル
トリニィアの創造神。愛称「シロ」。
神界、魔界、人界の全てを作り出した存在であり、ほぼ全能と言われるほどの力を持つ。感情が薄く無表情で声にも全く抑揚がないしゃべり方をする。
祝福を受けに神殿に訪れた快人の前に現れ、クロの頼みで仕方なく快人に対し適当に祝福を行ったが、快人に「力を差し上げますか」と問うた時にそれを断った快人に興味を持ち、最初に行った祝福を解除し本祝福を行い直し加護を与えた。

#### 最高神
クロノア
最高神の一柱の時空と空間を司る時空神。
神界一の苦労神
フェイト
最高神の一柱の運命を司る運命神。
ライフ
最高神の一柱の生命を司る生命神。

#### 上級神
シア
上級神の一柱で災厄を司る災厄神。
上級神の中では最強の力を持つ。

### シンフォニア王国
リリア・アルベルト
アルベルト公爵家の現当主の女性。
現国王の腹違いの妹で、かつての名は『リリアンヌ・リア・シンフォニア』。愛称「リリィ」。
幼少の頃、魔法を独学で覚えて周りを驚愕させて、最高神クロノアから覚えるのに数十年かかる魔法を数ヶ月で覚えた天才。戦いにおいて人界でも、1、2を争う程の実力者。
ルナマリア
アルベルト家に仕える筆頭メイド。愛称「ルナ」。
ジークリンデ
アルベルト家に仕えるエルフの女騎士。愛称「ジーク」。

## 既刊一覧

### 小説
- 灯台（著）・おちゃう（イラスト） 『勇者召喚に巻き込まれたけど、異世界は平和でした』 新紀元社〈モーニングスターブックス〉、既刊14巻（2023年12月19日現在）
  1. 2017年6月22日発行[3]、ISBN 978-4-7753-1503-3
  2. 2017年10月23日発行[8]、ISBN 978-4-7753-1549-1
  3. 2018年3月22日発行[9]、ISBN 978-4-7753-1580-4
  4. 2018年8月5日発行[10]、ISBN 978-4-7753-1611-5
  5. 2018年11月17日発行[11]、ISBN 978-4-7753-1634-4
  6. 2019年3月28日発行[12]、ISBN 978-4-7753-1708-2
  7. 2019年7月31日発行[13]、ISBN 978-4-7753-1737-2
  8. 2019年11月22日発行[14]、ISBN 978-4-7753-1784-6
  9. 2020年5月20日発行[15]、ISBN 978-4-7753-1817-1
  10. 2020年12月14日発行[16]、ISBN 978-4-7753-1871-3
  11. 2021年5月19日発行[17]、ISBN 978-4-7753-1907-9
  12. 2021年10月4日発行[18]、ISBN 978-4-7753-1958-1
  13. 2022年7月4日発行[19]、ISBN 978-4-7753-1998-7
  14. 2023年12月19日発行[20]、ISBN 978-4-7753-2085-3

### 漫画
- 灯台（原作）・おちゃう（キャラクター原案）・平安ジロー（漫画） 『勇者召喚に巻き込まれたけど、異世界は平和でした』 KADOKAWA〈角川コミックス・エース〉、既刊9巻（2024年9月25日現在）
  1. 2019年4月25日発売[21]、ISBN 978-4-04-108144-0
  2. 2019年10月25日発売[22]、ISBN 978-4-04-108774-9
  3. 2020年6月25日発売[23]、ISBN 978-4-04-109625-3
  4. 2021年4月24日発売[24]、ISBN 978-4-04-111354-7
  5. 2021年9月25日発売[25]、ISBN 978-4-04-111803-0
  6. 2022年4月26日発売[26]、ISBN 978-4-04-112474-1
  7. 2022年10月25日発売[27]、ISBN 978-4-04-112941-8
  8. 2023年7月25日発売[28]、ISBN 978-4-04-112942-5
  9. 2024年9月25日発売[29]、ISBN 978-4-04-113807-6